# 느구스
느구스(암하라어: ንጉሥ)는 에티오피아 지역에서 왕을 가리킬 때 사용하는 군주 칭호이다. 에티오피아 제국 시대에 황제 칭호인 느구서 너거스트를 군주 칭호로 사용하기 시작한 이후로는 왕족이나 귀족에게 수여하는 일종의 작위명으로서 사용되었다.

## 같이 보기
- 에티오피아 황제